# 木村圭作
木村 圭作（きむら けいさく、1966年12月18日 - ）は、日本の俳優。旧芸名は、木村 実郎（きむら あつろう）。愛知県犬山市出身。身長178cm、体重78kg、血液型はB型。愛知県立犬山南高等学校卒業。
2016年末に、それまでの所属事務所ワイルドシングから独立。

## 出演

### 映画
- おニャン子ザ・ムービー 危機イッパツ!（1986年）
- アイドルを探せ（1987年）
- ゴト師株式会社 ルーキーズ2（2000年） - 成田龍二
- TOMOKO もっとも危険な女 - ヤクザ
- 蝉祭りの島
- 女侠 夜叉の舞
- 喪服の女 崩れる（2001年 監督：後藤大輔） - 主演・坂田隆三
- 風魔忍群 血蜘蛛の十蔵
- 逆転の夜
- 人妻ブティック 不倫生下着（2002年） - 小川
- 禁断の事件簿　ストーカーを愛した女（2004年 監督：永岡久明）
- SAKURA:Blue-eyed SAMURAI（2004年 アメリカ 監督：ディーン・パラスケボポラス ※日米合作時代劇）
- コイケ (2005年)
- アイ・マイ・ミー・マイン（2006年 監督：渡辺賢一）
- A DAY IN THE LIFE（2006年 監督：浅野晋康）
- 学校の階段（2007年 監督：佐々木浩久）
- ゼロ・ウーマンR 警視庁0課の女／欲望の代償（2007年）
- 俺は、君のためにこそ死ににいく（2007年）
- 暴走刑事vs広島やくざ〜鬼哭きの街〜（2007年）
- 哀愁のヒットマン（2008年） - 麻薬取締官
- 人が人を愛することのどうしようもなさ
- 新スパイガール大作戦 ～惑星からの侵略者～（2008年）
- 狼たちのレクイエム
- クジラ 極道の食卓（2009年） - 牛田組若頭
- ロックアウト（2008年 監督：高橋康進）
- 長髪大怪獣ゲハラ - 通信兵
- Girl's Life（2009年 監督：大塚祐吉）
- 破門（2010年 監督：浅生マサヒロ） - 翔龍会組員
- 極道戦国志 不動（1996年）
- あにき（2010年 監督：辻裕之）
- 修羅の覇道（2011年 監督：壷井詠二） - 李
- BLOOD（2011年 フランス）
- 殺し屋サチ（2011年 監督：山鹿孝起）
- 首領の道（2011年 監督：辻裕之） - 狩野組若槻組組員 鬼頭
- マッドドッグ（2011年 監督：辻裕之）
- 君のいた夏（2012年 監督：姫野麗逢）
- ガンランナーガール（2012年 監督：浅生マサヒロ）
- 短気の治し方（2013年 監督：明石和之）
- Beyond The Blood／ビヨンド ザ ブラッド（2012年 フランス 監督：ギヨーム・トーブロン）<未>
- 修羅の代償（2013年 監督：辻裕之）
- 七号公館（2013年 香港 監督：ステファン・イップ）
- フールジャパン　ABC・オブ・鉄ドン（2014年 監督：田口清隆）
- RED COW（2014年 上海 監督：大塚祐吉） - マッサージ師（梨田の舎弟）
- キリミと魚人間（2015年 監督：小林でび）
- 積むさおり（2016年 監督：梅沢壮一）
- JUNK（2016年 監督：大塚祐吉）
- The Outsider（2016年 アメリカ 監督：Martin Zandvliet）
- クライング フリー セックス（監督：岩崎友彦） - ギドラ
- クライング フリー セックス Never Again!（監督：岩崎友彦） - ギドラ
- 破裏拳ポリマー（2017年 監督：坂本浩一）
- 大怪獣チャランポラン祭り 鉄ドン（2017年 監督：おかひでき、ブエノ）
- 血を吸う粘土（2017年 監督：梅沢壮一）
- ストレガ（2017年 監督：ブエノ）
- マニアック・ドライバー（2022年 監督：光武蔵人）
- スペースクライングフリーセックス（2022年 監督：岩崎友彦） - ギドラ
- 愛してる!（2022年9月16日、日活）[5]
- ダウンタウン・ユートピア（2023年 監督：大塚祐吉） - 吉本一輝[6]
- 戦慄怪奇ワールド コワすぎ!（2023年 監督：白石晃士）- 鬼村伊三

### Vシネマ
- どチンピラ4（1993年）
- 痴漢白書5（1996年）
- 悪魔のような女
- 朝丘紗智のスパイガール大作戦
- 味見師竜馬 性のソムリエ（1996年）
- JINGI 仁義13 地獄の墓標（1997年）
- ニッポン競技アカデミー 青春ジャン!（1997年）
- 借王 3（1998年）- 借金取り
- 殺す女 女の犯罪ファイル（2001年）
- サイコハンニバル 迷宮事件をエクスタシー捜査（2001年）
- 新任女教師 官能のデッサン（2001年） - 塚田
- 清水リサのスパイガール大作戦（2002年）
- 昭和博徒伝（2003年）
- 昭和博徒外伝（2003年）
- 実録・竹中正久の生涯 荒らぶる獅子 後篇（2003年） - 大下会系平山組組員 カタギリ
- 殺しの天使(エンジェル)〜復讐〜（2004年）
- 虜 ふ・た・り（2004年）
- 強奸監禁ビデオショップ（2005年）
- 殺戮のバイブル（2005年） - タグチ(殺し屋)
- 修羅のみち11 四国最終戦争（2005年）
- (暴)組織犯罪対策部捜査四課2（2005年）
- Zero WOMAN R 警視庁0課の女 / 欲望の代償（2007年）
- 岸和田少年愚連隊 カオルちゃん最強伝説 中華街のロミオとジュリエット（2007年）
- 実録・九州やくざ抗争史 小倉戦争（2007年） - 山浪組系合龍会総長 上野哲郎（江藤会木下組組長の兄貴分）
- 首領の一族（2007年）
- 実録・銀座警察 義侠1・2（2008年） - 荒砥義太郎
- 暗黒街の帝王〜カポネと呼ばれた男〜 完結編（2008年） - ドイ（浅野の友達）
- 極道の紋章5（2008年） - 川谷組前崎組若頭 島谷英輔
- 実録・広島やくざ戦争外伝 義兄弟〜山口英弘の半生〜（2008年）
- SAKURA：Blue-Eyed Samurai（2008年）
- BLACK MAFIA 絆（2008年） - 龍田組組員
- 首領の野望（2008年） - 真侠会組員
- 麻雀創世記〜打天使〜1-3（2008年 - 2009年）
- 松方弘樹の名奉行遠山の金さん2009（2009年）
- 標的 TARGET 2（2009年） - 特殊部隊「マカイエンサ部隊」
- 実説・沖縄ヤクザ抗争 いくさ世アシバー上原勇一（2009年） - 多和田真一（コザ派→山原派）
- 実説・沖縄ヤクザ抗争 いくさ世アシバー上原勇一 完結編（2009年） - 多和田真一（山原派→沖縄連合陽琉会幹部→陽琉会二代目会長）
- 修羅の統一（2009年）全2作 - 水進会川崎一家本部長 佐竹組組長 佐竹幸三
- 新・鯨道〜侠魂〜完結編（2009年） - 侠央会組員
- 野望への挑戦2・完結編（2009年） - 勝又組若頭 高倉正興
- もう一つの柳川組 木槿の花（2009年）
- 忍術伝 NINJA STAR（2009年） - 土井勝利
- 実録・悪漢 完結編（2009年） - 山路組系沢木組組長
- 鳳3・4（2010年）- 天地会秋月組系 清水
- 新・日本暴力地帯（2010年） - 六代目大和田組仙波組若頭 石津豊光
- 裏盃の軍団（2010年） - 高広会若頭 亀山組組長 亀山平太
- 兄弟の墓場（2010年） - 金獅会幹部 真紫会会長
- 総長を護れ（2010年） - 六代目渋谷一家総長のボディガード
- ギャングコネクション（2010年） - 梁山会組員
- 首領(ドン)を殺(と)れ（2010年）
- 跡目奪還（2011年） - 白石組幹部
- 狼たちの掟（2011年） - 磯部会組員 ナイトウ
- イカす女整体師 押す押すイクイク
- アンダーグラウンド（2011年）
- OLの性3 最後の話は秘密が満開
- 怨霊
- 外道坊2（2011年） - イチムラ（売人）
- 強奸監禁旅館
- 抗争勃発! 残酷やくざ秘録
- The Blood
- 女医 玲子二十七歳
- 昭和BADBOYS悪漢実
- 新・首領への道
- スキャンダル・ショット〜密写〜
- スキャンダル・ドール〜秘密の媚薬〜
- ZONE -絶対区域- - 自衛隊隊長
- 脱獄-エスケープ-
- 弾除け
- 短気の治し方
- TOKYOカーマスートラ/愛が再生する夜
- 新妻誘拐監禁
- 爆走・トラック野郎
- 派遣ウォーズ オフィス裏事情最前線
- 派遣レディー MEGUMI
- 花と嵐とギャング
- 破門刑事
- 秘宴
- 必殺!バトルロード 妖剣女刺客
- 人妻悶絶 盗聴された寝室
- 風俗嬢の結婚 してあげる
- BLOOD/LOCKED OUT
- 報奨金
- 香港黒社会 喧嘩組（2011年）
- 極秘潜入捜査官D.D.T. 2（2011年） - 伍城組 タツミ
- 極道忠臣蔵（2011年） - 北陸 二代目黒崎組組員
- この男たち、凶暴にて（2011年） - 梅川組組員
- 殺し屋サチ（2011年）
- バウンティハンター1・2（2011年） - ジャッキー
- 山の手夫人 欲望二重生活
- リベンジ〜血の報復〜（2011年） - 山科組赤松組
- 天獄の島（2011年）
- 令嬢の失踪
- 新・野望の軍団 第二部（2011年） - 亀田組若頭 黒崎英伍
- 不動（2011年）全2作 - 香港マフィア「15K」メンバー
- 艶密くノ一伝〜葉月篇〜（2011年） - 服部半蔵
- 艶密くノ一伝〜楓篇〜（2012年） - 服部半蔵
- 仁義の聖戦 ジャックナイフ 完結編（2012年） - 風間組前園総業組員
- 仁義の戦い（2012年） - 板倉組本部長 ホウジョウ
- 不良の神様〜瑠璃の鳴く頃に〜（2012年） - 高梨浩（石田一家菅井良太郎の舎弟）
- 白竜 ヒットラーの息子（2012年） - 警視庁 国際テロリズム課 警部 天宮祐樹
- 新宿狼(ウルフ)（2012年） - 大坪組 木本薫
- 凶という名の極道（2012年） - 本間組若頭補佐
- 武闘派（2012年） - 鯨井組若頭山崎の友達
- 修羅の花道2（2012年） - 土建業 巽産業専務取締役 北山義雄
- 実録マフィアンヤクザVII GROUNDDOCUMENT（2013年） - 株式会社インデペンデンス社長 轟真一郎
- 組織暴力 対 官僚（2013年）
- ブラックフェイス（2013年）
- ハイエナ（2013年） - ニコニコ金融の客
- サイコ・エステサロン 淫肉出張美療（2015年） - 芹川（カリスマ・エステティシャン）
- 破門組（2015年） - 破門組四天王
- 武闘派の道（2015年） - 関東睦会佐藤会組員
- 極道の掟（2016年）
- 極道の紋章 レジェンド 第7章（2022年 - ） - 島谷英輔
- 日本統一57（2023年） - 鋼会 板垣

### ウェブドラマ
- 妖侍 あやかしザムライ（2015年、YouTube） - 主演 スマイト・メガノスケ
- LEQUIO(レキオ)（2016年、Amazon Prime Video）

### テレビドラマ
- このこ誰の子?（フジテレビ）※デビュー作[2]
- 時にはいっしょに（1986年 フジテレビ）
- 夏家族（1987年 フジテレビ）
- ジャングル（1987年 日本テレビ）
- 湘南女子寮物語（1993年 テレビ朝日）
- 新空港物語（1994年 テレビ朝日）
- 温泉若おかみの旅情殺人推理 第3作「北陸金沢〜山中温泉 謎の女は死体でチェックアウト」（1995年 テレビ朝日）
- 救命病棟24時 第4シリーズ（2009年 フジテレビ）
- 相棒 Season 8 第16話「隠されていた顔」 (2010年 テレビ朝日) - 消防隊員
- おとなの眼鏡〜おとしもの篇〜
- 警視庁取調官 落としの金七事件簿（2010年）
- ウルトラゾーン（テレビ神奈川） - 松原俊太郎警部
- 俺の空 刑事編（2011年 テレビ朝日） - 松田利明
- ウルトラマンZ 第25話（2020年12月19日、テレビ東京） - 警備隊長

### バラエティ
- Rの法則
- 食チャンネル
- 草?剛の女子アナ2011
- 誰も知らない泣ける歌
- テレ遊びパフォー!

### 舞台
- 演劇バトルマッチ
- 男たち
- 華麗なる円舞曲
- GUNS-All or Nothing-
- ガンペ/ゴロツキ
- 緊急指令発令〜夕飯までに全員逮捕せよ!〜
- 新宿ムーラン裏
- そりゃにゃ〜てセニョ〜ル
- 月からおりてきた男
- 天国への自動階段
- 東京風景〜男たち×女たち×オバチャンたち〜
- 眠りについた大地には
- 走れメロス（メロス）
- 般゛若（バンニャ）
- 便利屋〜男たちの番か?〜
- 便利屋〜サタデーナイトメア〜
- BENRIYA2001
- REVERSAL〜version3.01〜
- LAZY〜竜巻兄弟×デイジー〜
- 我が魂は輝く水なり
- 渡る世間は鬼ばかり

### CM
- キンカン
- 警視庁
- ホテル東日本

### PV
- 突然少年「100年後」

### その他
- 絵本「ライアンのだいぼうけん」（絵）[7]